# Gerhard Launicke
Gerhard Launicke (* 1941 in Leipzig) ist ein deutscher Afrikanist und ehemaliger Diplomat. Er war Botschafter der DDR in Uganda, Ruanda und Somalia.

## Leben
Nach dem Besuch der Oberschule mit Abitur studierte Launicke an der Karl-Marx-Universität Leipzig Afrikanistik. Danach arbeitete er dort als wissenschaftlicher Assistent und wurde 1968 zum Dr. phil. promoviert. Im Jahr 1969 nahm er eine Tätigkeit im Ministerium für Auswärtige Angelegenheiten der DDR (MfAA) auf. Er war bis 1975 Mitarbeiter der Abteilung Afrika. Von 1975 bis 1978 war er Zweiter Sekretär an der DDR-Botschaft in der Republik Tschad und von 1978 bis 1980 Stellvertreter des Leiters der DDR-Botschaft in Tansania.
Vom 30. Oktober 1980 bis Juni 1983 war er Botschafter in Uganda und von Mai 1981 bis 1983 zweitakkreditiert in Ruanda. Von 1986 bis 1987 übte er die Funktion eines Sektorenleiters in der Abteilung Ostafrika I im MfAA aus. Vom 1. Oktober 1987 bis September 1990 fungierte er als Botschafter der DDR in Somalia (Nachfolger von Herbert Denzler).
Launicke war Mitglied der SED. Er ist verheiratet und Vater eines Sohnes.  Launicke lebt in Königs Wusterhausen.

## Schriften (Auswahl)
- Einige Bemerkungen zur sozialen und politischen Struktur, sowie zu den rechtlichen und religiösen Verhältnissen in den Feudalstaaten Rwanda und Urundi um die Zeit der kolonialen Eroberung Afrikas. In: Wissenschaftliche Zeitschrift der Karl-Marx-Universität Leipzig (1965), S. 727–736.
- Zur Geschichte und Sozialstruktur der Staaten Rwanda und Burundi bis zum Ende der deutschen Okkupation (2 Bände). Karl-Marx-Universität Leipzig 1968 (Dissertation).
- Die Heinrich-Barth-Legende des westdeutschen Neokolonialismus. In: Wissenschaftliche Zeitschrift der Karl-Marx-Universität Leipzig (1969), Heft 3, S. 409–418.
- Zum antikolonialen Widerstand der Volker Burundis und Rwandas 1897–1916. In: Kurt Büttner, Heinrich Loth (Hrsg.): Philosophie der Eroberer und koloniale Wirklichkeit. Ostafrika 1884–1918. Berlin, Akademie-Verlag 1981, S. 350–368.